# 肾叶龙胆
肾叶龙胆（学名：Gentiana crassuloides）是龙胆科龙胆属的植物。分布在锡金、印度、尼泊尔以及中国大陆的四川、云南、西藏、甘肃、湖北、青海、陕西等地，生长于海拔2,700米至4,450米的地区，常生于山坡草、灌丛、沼泽草地、山顶草地、河边、林下、冰碛垅及水沟边，目前尚未由人工引种栽培。